# Ranunculus densiciliatus
Ranunculus densiciliatus W.T. Wang – gatunek rośliny z rodziny jaskrowatych (Ranunculaceae Juss.). Występuje endemicznie w Chinach, w południowym Tybecie. 

## Morfologia
PokrójBylina o owłosionych pędach. Dorasta do 5–10 cm wysokości.
LiścieSą proste, podwójnie lub potrójnie klapowane. Mają owalny, eliptyczny lub półokrągły kształt. Mierzą 1–2 cm długości oraz 0,5–1,5 cm szerokości. Nasada liścia ma klinowy kształt. Brzegi są całobrzegie. Wierzchołek jest tępy. Ogonek liściowy jest nagi i ma 2,5–6 cm długości.
KwiatySą pojedyncze. Pojawiają się na szczytach pędów. Mają żółtą barwę. Dorastają do 14 mm średnicy. Mają 5 owalnych działek kielicha, które dorastają do 4–5 mm długości. Mają 5 owalnych płatków o długości 6–7 mm.

## Biologia i ekologia
Rośnie na piaszczystych brzegach rzek. Występuje na wysokości około 4100 m n.p.m. Kwitnie w czerwcu. Latem preferuje stanowiska w cieniu. Dobrze rośnie na wilgotnym, próchnicznym podłożu.